# Rothenbuch
Rothenbuch là một xã nằm ở huyện Aschaffenburg thuộc vùng hành chính Unterfranken, bang Bayern, Đức. Nơi đây có dân số khoảng 1.700 người.